# Список астероїдів (18801—18900)
| Назва                               | Тимчасове позначення | Дата відкриття    | Місце відкриття             | Відкривач                     |
| ----------------------------------- | -------------------- | ----------------- | --------------------------- | ----------------------------- |
| 18801 Ноеллоес (Noelleoas)          | 1999 JO76            | 10 травня 1999    | Сокорро (Нью-Мексико)       | LINEAR                        |
| (18802) 1999 JR76                   | 1999 JR76            | 10 травня 1999    | Сокорро (Нью-Мексико)       | LINEAR                        |
| 18803 Хілларіоус (Hillaryoas)       | 1999 JH77            | 12 травня 1999    | Сокорро (Нью-Мексико)       | LINEAR                        |
| (18804) 1999 JS77                   | 1999 JS77            | 12 травня 1999    | Сокорро (Нью-Мексико)       | LINEAR                        |
| 18805 Келлідей (Kellyday)           | 1999 JX77            | 12 травня 1999    | Сокорро (Нью-Мексико)       | LINEAR                        |
| 18806 Цахпенн (Zachpenn)            | 1999 JX79            | 13 травня 1999    | Сокорро (Нью-Мексико)       | LINEAR                        |
| (18807) 1999 JL85                   | 1999 JL85            | 14 травня 1999    | Сокорро (Нью-Мексико)       | LINEAR                        |
| (18808) 1999 JP85                   | 1999 JP85            | 15 травня 1999    | Сокорро (Нью-Мексико)       | LINEAR                        |
| 18809 Мейлеавертц (Meileawertz)     | 1999 JP86            | 12 травня 1999    | Сокорро (Нью-Мексико)       | LINEAR                        |
| (18810) 1999 JF96                   | 1999 JF96            | 12 травня 1999    | Сокорро (Нью-Мексико)       | LINEAR                        |
| (18811) 1999 KJ1                    | 1999 KJ1             | 18 травня 1999    | Вішнянська обсерваторія     | Корадо Корлевіч               |
| 18812 Аліадлер (Aliadler)           | 1999 KT13            | 18 травня 1999    | Сокорро (Нью-Мексико)       | LINEAR                        |
| (18813) 1999 KH15                   | 1999 KH15            | 20 травня 1999    | Сокорро (Нью-Мексико)       | LINEAR                        |
| 18814 Івановський (Ivanovsky)       | 1999 KJ17            | 20 травня 1999    | Станція Андерсон-Меса       | LONEOS                        |
| (18815) 1999 LT8                    | 1999 LT8             | 8 червня 1999     | Сокорро (Нью-Мексико)       | LINEAR                        |
| (18816) 1999 LW25                   | 1999 LW25            | 9 червня 1999     | Сокорро (Нью-Мексико)       | LINEAR                        |
| (18817) 1999 LF32                   | 1999 LF32            | 15 червня 1999    | Обсерваторія Кітт-Пік       | Spacewatch                    |
| 18818 Ясухіко (Yasuhiko)            | 1999 MB2             | 21 червня 1999    | Обсерваторія Наніо          | Томімару Окуні                |
| (18819) 1999 NK8                    | 1999 NK8             | 13 липня 1999     | Сокорро (Нью-Мексико)       | LINEAR                        |
| (18820) 1999 NS9                    | 1999 NS9             | 13 липня 1999     | Сокорро (Нью-Мексико)       | LINEAR                        |
| 18821 Маркґавел (Markhavel)         | 1999 NW9             | 13 липня 1999     | Сокорро (Нью-Мексико)       | LINEAR                        |
| (18822) 1999 NL19                   | 1999 NL19            | 14 липня 1999     | Сокорро (Нью-Мексико)       | LINEAR                        |
| 18823 Захозер (Zachozer)            | 1999 NS20            | 14 липня 1999     | Сокорро (Нью-Мексико)       | LINEAR                        |
| 18824 Ґрейвс (Graves)               | 1999 NF23            | 14 липня 1999     | Сокорро (Нью-Мексико)       | LINEAR                        |
| 18825 Алісачай (Alicechai)          | 1999 NO23            | 14 липня 1999     | Сокорро (Нью-Мексико)       | LINEAR                        |
| 18826 Лейфер (Leifer)               | 1999 NG24            | 14 липня 1999     | Сокорро (Нью-Мексико)       | LINEAR                        |
| (18827) 1999 NA26                   | 1999 NA26            | 14 липня 1999     | Сокорро (Нью-Мексико)       | LINEAR                        |
| (18828) 1999 NT27                   | 1999 NT27            | 14 липня 1999     | Сокорро (Нью-Мексико)       | LINEAR                        |
| (18829) 1999 NE30                   | 1999 NE30            | 14 липня 1999     | Сокорро (Нью-Мексико)       | LINEAR                        |
| 18830 Потьє (Pothier)               | 1999 NZ35            | 14 липня 1999     | Сокорро (Нью-Мексико)       | LINEAR                        |
| (18831) 1999 NP37                   | 1999 NP37            | 14 липня 1999     | Сокорро (Нью-Мексико)       | LINEAR                        |
| (18832) 1999 NV42                   | 1999 NV42            | 14 липня 1999     | Сокорро (Нью-Мексико)       | LINEAR                        |
| (18833) 1999 NT53                   | 1999 NT53            | 12 липня 1999     | Сокорро (Нью-Мексико)       | LINEAR                        |
| (18834) 1999 NN55                   | 1999 NN55            | 12 липня 1999     | Сокорро (Нью-Мексико)       | LINEAR                        |
| (18835) 1999 NK56                   | 1999 NK56            | 12 липня 1999     | Сокорро (Нью-Мексико)       | LINEAR                        |
| 18836 Реймундто (Raymundto)         | 1999 NM62            | 13 липня 1999     | Сокорро (Нью-Мексико)       | LINEAR                        |
| (18837) 1999 NY62                   | 1999 NY62            | 13 липня 1999     | Сокорро (Нью-Мексико)       | LINEAR                        |
| 18838 Шеннон (Shannon)              | 1999 OQ              | 18 липня 1999     | Обсерваторія Ондржейов      | Ленка Коткова, Петер Кушнірак |
| 18839 Вайтлі (Whiteley)             | 1999 PG              | 5 серпня 1999     | Обсерваторія Ріді-Крик      | Джон Бротон                   |
| 18840 Йосіоба (Yoshioba)            | 1999 PT4             | 8 серпня 1999     | Обсерваторія Наніо          | Томімару Окуні                |
| 18841 Грушка (Hruska)               | 1999 RL3             | 6 вересня 1999    | Обсерваторія Клеть          | Яна Тіха, Мілош Тіхі          |
| (18842) 1999 RB22                   | 1999 RB22            | 7 вересня 1999    | Сокорро (Нью-Мексико)       | LINEAR                        |
| 18843 Нінчжоу (Ningzhou)            | 1999 RK22            | 7 вересня 1999    | Сокорро (Нью-Мексико)       | LINEAR                        |
| (18844) 1999 RU27                   | 1999 RU27            | 8 вересня 1999    | Вішнянська обсерваторія     | Корадо Корлевіч               |
| 18845 Ціхоцький (Cichocki)          | 1999 RY27            | 7 вересня 1999    | Обсерваторія Чрні Врх       | Герман Мікуж                  |
| (18846) 1999 RB28                   | 1999 RB28            | 8 вересня 1999    | Обсерваторія Клеть          | Обсерваторія Клеть            |
| (18847) 1999 RJ32                   | 1999 RJ32            | 9 вересня 1999    | Вішнянська обсерваторія     | Корадо Корлевіч               |
| (18848) 1999 RH41                   | 1999 RH41            | 13 вересня 1999   | Сокорро (Нью-Мексико)       | LINEAR                        |
| (18849) 1999 RK55                   | 1999 RK55            | 7 вересня 1999    | Сокорро (Нью-Мексико)       | LINEAR                        |
| (18850) 1999 RO81                   | 1999 RO81            | 7 вересня 1999    | Сокорро (Нью-Мексико)       | LINEAR                        |
| 18851 Вінмессер (Winmesser)         | 1999 RP84            | 7 вересня 1999    | Сокорро (Нью-Мексико)       | LINEAR                        |
| (18852) 1999 RP91                   | 1999 RP91            | 7 вересня 1999    | Сокорро (Нью-Мексико)       | LINEAR                        |
| (18853) 1999 RO92                   | 1999 RO92            | 7 вересня 1999    | Сокорро (Нью-Мексико)       | LINEAR                        |
| (18854) 1999 RJ102                  | 1999 RJ102           | 8 вересня 1999    | Сокорро (Нью-Мексико)       | LINEAR                        |
| 18855 Сараґотман (Sarahgutman)      | 1999 RQ112           | 9 вересня 1999    | Сокорро (Нью-Мексико)       | LINEAR                        |
| (18856) 1999 RT116                  | 1999 RT116           | 9 вересня 1999    | Сокорро (Нью-Мексико)       | LINEAR                        |
| 18857 Лалчандані (Lalchandani)      | 1999 RE117           | 9 вересня 1999    | Сокорро (Нью-Мексико)       | LINEAR                        |
| 18858 Теклівленд (Tecleveland)      | 1999 RO117           | 9 вересня 1999    | Сокорро (Нью-Мексико)       | LINEAR                        |
| (18859) 1999 RM130                  | 1999 RM130           | 9 вересня 1999    | Сокорро (Нью-Мексико)       | LINEAR                        |
| (18860) 1999 RL133                  | 1999 RL133           | 9 вересня 1999    | Сокорро (Нью-Мексико)       | LINEAR                        |
| 18861 Евґенішмідт (Eugenishmidt)    | 1999 RW166           | 9 вересня 1999    | Сокорро (Нью-Мексико)       | LINEAR                        |
| 18862 Ворет (Warot)                 | 1999 RE183           | 9 вересня 1999    | Сокорро (Нью-Мексико)       | LINEAR                        |
| (18863) 1999 RC191                  | 1999 RC191           | 11 вересня 1999   | Сокорро (Нью-Мексико)       | LINEAR                        |
| (18864) 1999 RQ195                  | 1999 RQ195           | 8 вересня 1999    | Сокорро (Нью-Мексико)       | LINEAR                        |
| (18865) 1999 RQ204                  | 1999 RQ204           | 8 вересня 1999    | Сокорро (Нью-Мексико)       | LINEAR                        |
| (18866) 1999 RA208                  | 1999 RA208           | 8 вересня 1999    | Сокорро (Нью-Мексико)       | LINEAR                        |
| (18867) 1999 RX223                  | 1999 RX223           | 7 вересня 1999    | Каталінський огляд          | Каталінський огляд            |
| (18868) 1999 TD101                  | 1999 TD101           | 2 жовтня 1999     | Сокорро (Нью-Мексико)       | LINEAR                        |
| (18869) 1999 TU222                  | 1999 TU222           | 2 жовтня 1999     | Сокорро (Нью-Мексико)       | LINEAR                        |
| (18870) 1999 US13                   | 1999 US13            | 29 жовтня 1999    | Каталінський огляд          | Каталінський огляд            |
| 18871 Ґрауер (Grauer)               | 1999 VQ12            | 11 листопада 1999 | Обсерваторія Фаунтін-Гіллс  | Чарльз Джулз                  |
| 18872 Тамманн (Tammann)             | 1999 VR20            | 8 листопада 1999  | Обсерваторія Ньйоска        | Стефано Спозетті              |
| 18873 Ларріробінсон (Larryrobinson) | 1999 VJ22            | 13 листопада 1999 | Обсерваторія Еверстар       | Марк Абрагам, Джина Федон     |
| 18874 Раульберенд (Raoulbehrend)    | 1999 VZ22            | 8 листопада 1999  | Обсерваторія Ньйоска        | Стефано Спозетті              |
| (18875) 1999 VT39                   | 1999 VT39            | 11 листопада 1999 | Обсерваторія Кітт-Пік       | Spacewatch                    |
| 18876 Сунер (Sooner)                | 1999 XM              | 2 грудня 1999     | Обсерваторія Оахака         | Джеймс Рой                    |
| 18877 Стівендоддс (Stevendodds)     | 1999 XP7             | 4 грудня 1999     | Обсерваторія Фаунтін-Гіллс  | Чарльз Джулз                  |
| (18878) 1999 XD118                  | 1999 XD118           | 5 грудня 1999     | Каталінський огляд          | Каталінський огляд            |
| (18879) 1999 XJ143                  | 1999 XJ143           | 15 грудня 1999    | Обсерваторія Фаунтін-Гіллс  | Чарльз Джулз                  |
| 18880 Тоддблюмберг (Toddblumberg)   | 1999 XM166           | 10 грудня 1999    | Сокорро (Нью-Мексико)       | LINEAR                        |
| (18881) 1999 XL195                  | 1999 XL195           | 12 грудня 1999    | Сокорро (Нью-Мексико)       | LINEAR                        |
| (18882) 1999 YN4                    | 1999 YN4             | 28 грудня 1999    | Сокорро (Нью-Мексико)       | LINEAR                        |
| 18883 Домедж (Domegge)              | 1999 YT8             | 31 грудня 1999    | Обсерваторія Еверстар       | Марк Абрагам, Джина Федон     |
| (18884) 1999 YE9                    | 1999 YE9             | 30 грудня 1999    | Вішнянська обсерваторія     | Корадо Корлевіч               |
| (18885) 2000 AH80                   | 2000 AH80            | 5 січня 2000      | Сокорро (Нью-Мексико)       | LINEAR                        |
| (18886) 2000 AN164                  | 2000 AN164           | 5 січня 2000      | Сокорро (Нью-Мексико)       | LINEAR                        |
| 18887 Ілючень (Yiliuchen)           | 2000 AP181           | 7 січня 2000      | Сокорро (Нью-Мексико)       | LINEAR                        |
| (18888) 2000 AV246                  | 2000 AV246           | 7 січня 2000      | Обсерваторія Кітт-Пік       | Spacewatch                    |
| (18889) 2000 CC28                   | 2000 CC28            | 8 лютого 2000     | Сокорро (Нью-Мексико)       | LINEAR                        |
| (18890) 2000 EV26                   | 2000 EV26            | 9 березня 2000    | Сокорро (Нью-Мексико)       | LINEAR                        |
| 18891 Камлер (Kamler)               | 2000 EF40            | 8 березня 2000    | Сокорро (Нью-Мексико)       | LINEAR                        |
| (18892) 2000 ET137                  | 2000 ET137           | 9 березня 2000    | Сокорро (Нью-Мексико)       | LINEAR                        |
| (18893) 2000 GH1                    | 2000 GH1             | 2 квітня 2000     | Штаркенбурзька обсерваторія | Штаркенбурзька обсерваторія   |
| (18894) 2000 GF42                   | 2000 GF42            | 5 квітня 2000     | Сокорро (Нью-Мексико)       | LINEAR                        |
| (18895) 2000 GJ108                  | 2000 GJ108           | 7 квітня 2000     | Сокорро (Нью-Мексико)       | LINEAR                        |
| (18896) 2000 GN113                  | 2000 GN113           | 6 квітня 2000     | Сокорро (Нью-Мексико)       | LINEAR                        |
| (18897) 2000 HG30                   | 2000 HG30            | 28 квітня 2000    | Сокорро (Нью-Мексико)       | LINEAR                        |
| (18898) 2000 JX                     | 2000 JX              | 1 травня 2000     | Сокорро (Нью-Мексико)       | LINEAR                        |
| (18899) 2000 JQ2                    | 2000 JQ2             | 3 травня 2000     | Вішнянська обсерваторія     | Корадо Корлевіч               |
| (18900) 2000 LD12                   | 2000 LD12            | 4 червня 2000     | Сокорро (Нью-Мексико)       | LINEAR                        |

| ← Астероїди 10001—20000 → |             |             |             |             |             |             |             |             |             |
| 10001—10100               | 11001—11100 | 12001—12100 | 13001—13100 | 14001—14100 | 15001—15100 | 16001—16100 | 17001—17100 | 18001—18100 | 19001—19100 |
| 10101—10200               | 11101—11200 | 12101—12200 | 13101—13200 | 14101—14200 | 15101—15200 | 16101—16200 | 17101—17200 | 18101—18200 | 19101—19200 |
| 10201—10300               | 11201—11300 | 12201—12300 | 13201—13300 | 14201—14300 | 15201—15300 | 16201—16300 | 17201—17300 | 18201—18300 | 19201—19300 |
| 10301—10400               | 11301—11400 | 12301—12400 | 13301—13400 | 14301—14400 | 15301—15400 | 16301—16400 | 17301—17400 | 18301—18400 | 19301—19400 |
| 10401—10500               | 11401—11500 | 12401—12500 | 13401—13500 | 14401—14500 | 15401—15500 | 16401—16500 | 17401—17500 | 18401—18500 | 19401—19500 |
| 10501—10600               | 11501—11600 | 12501—12600 | 13501—13600 | 14501—14600 | 15501—15600 | 16501—16600 | 17501—17600 | 18501—18600 | 19501—19600 |
| 10601—10700               | 11601—11700 | 12601—12700 | 13601—13700 | 14601—14700 | 15601—15700 | 16601—16700 | 17601—17700 | 18601—18700 | 19601—19700 |
| 10701—10800               | 11701—11800 | 12701—12800 | 13701—13800 | 14701—14800 | 15701—15800 | 16701—16800 | 17701—17800 | 18701—18800 | 19701—19800 |
| 10801—10900               | 11801—11900 | 12801—12900 | 13801—13900 | 14801—14900 | 15801—15900 | 16801—16900 | 17801—17900 | 18801—18900 | 19801—19900 |
| 10901—11000               | 11901—12000 | 12901—13000 | 13901—14000 | 14901—15000 | 15901—16000 | 16901—17000 | 17901—18000 | 18901—19000 | 19901—20000 |